# Cryptic Slaughter
I Cryptic Slaughter sono un gruppo musicale hardcore punk/thrash metal statunitense formatosi a Santa Monica, in California, nel 1984.
Il gruppo è considerato tra i più rappresentativi della scena punk metal sviluppatasi negli Stati Uniti nel corso degli anni ottanta.

## Storia
Il gruppo si forma nel 1984 da Les Evans, Scott Peterson e Adam Scott, conosciutisi durante un torneo di calcio. A essi si aggiunge Bill Crooks, un amico di Scott, che però lascia presto la band per dedicarsi agli studi. Viene sostituito da Rob Nicholson. Il gruppo realizza il suo primo demo Life in Grave nel 1984, per poi pubblicare l'album di debutto, Convicted, l'anno successivo per la Death/Metal Blade Records. Segue il secondo album Money Talks nel 1986. Entrambi i dischi ottengono un discreto successo e il gruppo viene subito annoverato tra i gruppi hardcore punk più veloci e aggressivi del periodo, e tra i pionieri del crossover thrash. Nel 1988 il gruppo pubblica il terzo album Stream of Consciousness, prima di sciogliersi per divergenze tra i componenti. Dopo essersi spostato a Portland, Evans riforma il gruppo con una nuova formazione nel maggio 1989. L'ultimo album dei Cryptic Slaughter, Speak Your Peace, vede la luce nel 1990, poco prima del definitivo scioglimento della band. Si riuniscono tra il 2002 e il 2003 per la realizzazione di un EP solo con Les Evans come membro originario, e nel 2014 e nel 2019 per sporadici apparizioni dal vivo anche con il batterista membro fondatore, Scott Peterson. Nel 2019 sono costretti, a causa di una disputa legale riguardo al loro nome, a utilizzare il nuovo nome "Lowlife". Nel 2021 Evans e Petterson tornano al nome Cryptic Slaughter, annunciando un tour e di avere intenzione di pubblicare del materiale inedito.

## Formazione

### Formazione attuale
- Les Evans – chitarra (1984-1990, 2002-2003, 2021-presente), basso (1988-1999, 2002-2003)
- Scott Peterson – batteria (1984-1988, 2021-presente)
- Brad Mowen – voce (2021-presente)
- Dave Webb – chitarra (2022-presente)
- Menno Verbaten – basso (2021-presente)

### Ex componenti
- Dave Hollingsworth – voce (1989-1990)
- Adam Scott – chitarra (1984-1985)
- Bill Crooks – voce (1984-1988)
- Rob Nicholson – basso (1984-1988)
- Bret Davis – basso (1989-1990)
- Brian Lehfeldt – batteria (1989-1990, 2002-2003)
- Chris Merrow – voce (2002-2003)
- Matt Olivo – chitarra (2021)

## Discografia

### Album in studio
- 1986 – Convicted
- 1987 – Money Talks
- 1988 – Stream of Consciousness
- 1990 – Speak Your Peace

### EP
- 2003 – Banned in S.M.

### Demo
- 1985 – Life in Grave